# Peter Sarsgaard
John Peter Sarsgaard (Belleville, Illinois, 7 de marzo de 1971) es un actor estadounidense.

## Biografía
Nació el 7 de marzo de 1971 en Belleville, Illinois. Si bien no se planteaba en principio convertirse en actor, durante su estancia en la Universidad Washington en San Luis, en la que se licencia en Historia y Literatura, funda el grupo de teatro Mama's Pot Roast.
Su nueva faceta de intérprete lo llevó a Nueva York, donde recibió clases en el Actor's Studio. En la Gran Manzana representó en Broadway las obras de teatro Kingdom of Earth (de John Cameron Mitchel) y Laura Dennis.
En 1995, Tim Robbins le ofreció su primera oportunidad en cine en Dead Man Walking, donde interpretó a un hombre al que asesina Matthew Poncellet (Sean Penn). Tres años después participó en El hombre de la máscara de hierro como Roul, el hijo del mosquetero Athos (John Malkovich), muerto en una batalla porque el rey Luis XIV (Leonardo DiCaprio) lo ha dispuesto para que así sea.
En 1999, saltó a la fama con Boys Don't Cry, en la que se mete en la piel de un joven homófobo. La repercusión del filme —en buena medida por el Oscar conseguido por Hilary Swank— se tradujo en un aumento de ofertas, de las que K-19: The Widowmaker fue la más conocida.
En 2003, mientras iniciaba una relación sentimental con Maggie Gyllenhaal, obtuvo el papel coprotagonista de Shattered Glass, donde da vida a Chuck, el editor de un periódico que descubre que uno de sus empleados, Stephen Glass (Hayden Christensen), se inventa las noticias. Varias asociaciones de críticos lo proclamaron el mejor actor de reparto del año a la vez que obtiuvo una candidatura a los Premios Globo de Oro. Ese año, se sumó junto a su pareja a las movilizaciones contrarias a la Guerra de Irak y la administración Bush.
Su consagración internacional tuvo lugar en 2004 con dos películas. La primera, Garden State, es una pequeña producción que resulta un canto a la vida tras la superación de experiencias traumáticas en un entorno degradado. En la segunda, Kinsey, interpreta a Clyde, un ayudante de Alfred Kinsey (Liam Neeson) que no tiene reparos en tener relaciones sexuales tanto con su profesor como con su mujer (Laura Linney), pero que no soporta que un compañero (Timothy Hutton) se acueste con su esposa. Gracias a esta denuncia de la doble moral, Saargard obtuvo varios galardones.

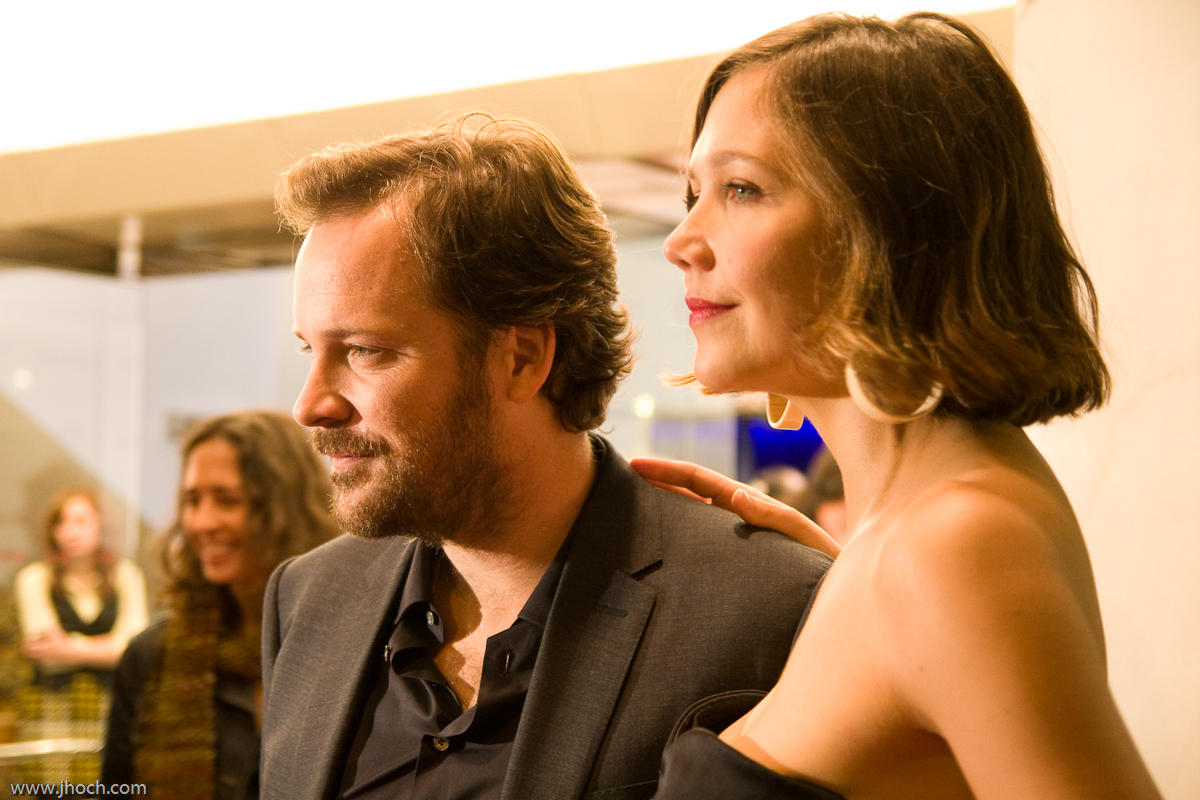
Sarsgaard y Maggie Gyllenhaal, en la premier en Nueva York de An Education, en octubre de 2009.

Los reconocimientos previos le permitieron ser el compañero de reparto de Jodie Foster y Kate Hudson, respectivamente, en Flightplan y The Skeleton Key, cuyos rodajes compaginó con películas más modestas en presupuesto con el único reclamo comercial de la participación de intérpretes como Campbell Scott y Patricia Clarkson.
Finalizados estos rodajes, Saargard participó en Jarhead, del director Sam Mendes, junto a su amigo y hermano de su novia Jake Gyllenhaal. En la película, ambientada en la Guerra del Golfo, interpreta a Troy, un delincuente que borra sus antecedentes para intentar iniciar una vida en el ejército.
En 2009, coprotagonizó la película de terror La huérfana, en la que un joven matrimonio devastado por la pérdida de su hijo decide adoptar una niña. Ese mismo año se casó con Maggie Gyllenhall.

## Filmografía
| Año  | Título                            | Papel                    | Director                      |
| ---- | --------------------------------- | ------------------------ | ----------------------------- |
| 1995 | Dead Man Walking                  | Walter Delacroix         | Tim Robbins                   |
| 1998 | Minor Details                     | Scott                    | Kief Davidson                 |
| 1998 | El hombre de la máscara de hierro | Raoul                    | Randall Wallace               |
| 1998 | Desert Blue                       | Billy Baxter             | Morgan J. Freeman             |
| 1998 | Another Day in Paradise           | Ty                       | Larry Clark                   |
| 1999 | Boys Don't Cry                    | John Lotter              | Kimberly Peirce               |
| 2000 | Housebound                        | Tom                      | Mari Kornhauser               |
| 2001 | The Center of the World           | Richard Longman          | Wayne Wang                    |
| 2002 | Empire                            | Jack                     | Franc. Reyes                  |
| 2002 | The Salton Sea                    | Jimmy the Finn           | D. J. Caruso                  |
| 2002 | K-19: The Widowmaker              | Teniente Vadim Radchenko | Kathryn Bigelow               |
| 2002 | Amor sin condiciones              | Window Washer            | P.J. Hogan                    |
| 2003 | Death of a Dynasty                | Brendon III              | Damon Dash                    |
| 2003 | Shattered Glass                   | Charles 'Chuck' Lane     | Billy Ray                     |
| 2004 | Garden State                      | Mark                     | Zach Braff                    |
| 2004 | Kinsey                            | Clyde Martin             | Bill Condon                   |
| 2005 | The Dying Gaul                    | Robert Sandrich          | Craig Lucas                   |
| 2005 | The Skeleton Key                  | Luke Marshall            | Iain Softley                  |
| 2005 | Flightplan                        | Gene Carson              | Robert Schwentke              |
| 2005 | Jarhead                           | Cabo Alan Troy           | Sam Mendes                    |
| 2007 | Year of the Dog                   | Newt                     | Mike White                    |
| 2007 | Rendition                         | Alan Smith               | Gavin Hood                    |
| 2008 | Elegy                             | Kenneth Kepesh           | Isabel Coixet                 |
| 2008 | The Mysteries of Pittsburgh       | Cleveland Arning         | Rawson Marshall Thurber       |
| 2009 | An Education                      | David                    | Lone Scherfig                 |
| 2009 | In the Electric Mist              | Elrod Sykes              | Bertrand Tavernier            |
| 2009 | La huérfana                       | John Coleman             | Jaume Collet-Serra            |
| 2010 | Knight & Day                      | Fitzgerald               | James Mangold                 |
| 2011 | Linterna Verde                    | Dr. Hector Hammond       | Martin Campbell               |
| 2012 | Robot & Frank                     | Robot (voz)              | Jake Schreier                 |
| 2013 | Lovelace                          | Chuck Traynor            | Rob Epstein, Jeffrey Friedman |
| 2013 | Very Good Girls                   | Jefe de Lilly            | Naomi Foner                   |
| 2013 | Blue Jasmine                      | Dwight Westlake          | Woody Allen                   |
| 2013 | Night Moves                       | Harmon                   | Kelly Reichardt               |
| 2014 | Pawn Sacrifice                    | Padre Bill Lombardy      | Edward Zwick                  |
| 2014 | Moustaches Make Food Taste Better | Jørgen 'Jørgen' Jørgen   | Matt Wyatt                    |
| 2014 | Experimenter                      | Stanley Milgram          | Michael Almereyda             |
| 2015 | Ladygrey                          | Samuel                   | Alain Choquart                |
| 2015 | Black Mass                        | Brian Halloran           | Scott Cooper                  |
| 2016 | Los siete magníficos              | Bartholomew Bogue        | Antoine Fuqua                 |
| 2017 | Jackie                            | Robert Kennedy           | Pablo Larraín                 |
| 2017 | Loving Pablo                      | Shepard                  | Fernando León de Aranoa       |
| 2018 | The Lie                           | Jay                      | Veena Sud                     |
| 2019 | Mr. Jones                         | Walter Duranty           | Agnieszka Holland             |
| 2019 | The Sound of Silence              | Peter Lucian             | Michael Tyburski              |
| 2021 | The Guilty                        | Henry Fisher (voz)       | Antoine Fuqua                 |
| 2021 | The Survivor                      | Emory Anderson           | Barry Levinson                |
| 2022 | The Batman                        | Gil Colson               | Matt Reeves                   |
| 2023 | Memoria                           | Saul                     | Michel Franco                 |

### Series de televisión
- Subway Stories: Tales from the Underground (1997)
- Saturday Night Live (2010)
- The Killing (2013)
- Reel Rock Film Tour (2014)
- The Slap (2015)
- Dopesick: historia de una adicción (2021)

## Teatro
- Laura Dennis
- Kingdom of Earth

## Premios

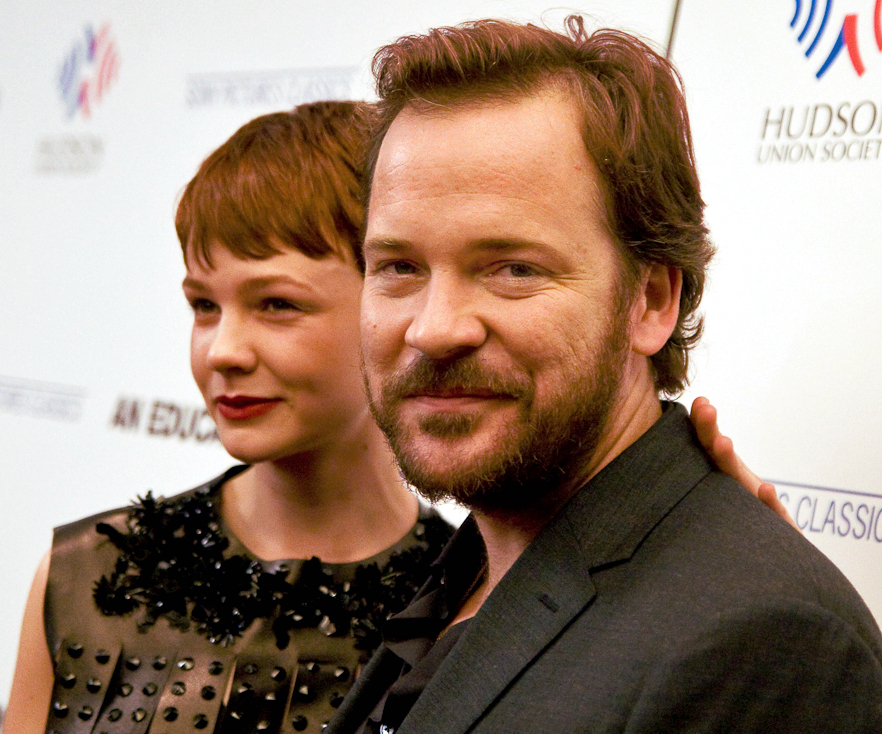
Peter Sarsgaard con Carey Mulligan, en la premier de An Education, en octubre de 2009.

### Globos de Oro
| Año  | Categoría              | Película        | Resultado |
| ---- | ---------------------- | --------------- | --------- |
| 2004 | Mejor actor de reparto | Shattered Glass | Nominado  |

### Copa Volpi
| Año  | Categoría   | Película | Resultado |
| ---- | ----------- | -------- | --------- |
| 2023 | Mejor actor | Memoria  | Ganador   |

### Premios del Sindicato de Actores
| Año  | Categoría     | Película     | Resultado |
| ---- | ------------- | ------------ | --------- |
| 2009 | Mejor reparto | An Education | Nominado  |

### Premios Satellite
| Año  | Categoría                                                                 | Película     | Resultado |
| ---- | ------------------------------------------------------------------------- | ------------ | --------- |
| 2005 | Satellite al mejor actor de reparto - drama                               | Jarhead      | Nominado  |
| 2005 | Satellite al mejor actor - Musical o comedia                              | Garden State | Nominado  |
| 2005 | Satellite al mejor actor de reparto - Drama                               | Kinsey       | Nominado  |
| 2013 | Mejor actor de reparto en una serie, miniserie o película para televisión | The Killing  | Nominado  |